# Biczogon egipski
Biczogon egipski (Uromastyx aegyptia) – gatunek gada z rodziny agamowatych (Agamidae).

## Zasięg występowania
Północno-wschodnia Afryka (Egipt) oraz Półwysep Arabski na północ po południową Syrię i Irak. Występuje też w Iranie na wyspach Sirri i Hengam (Zatoka Perska), jedno historyczne stwierdzenie z kontynentalnej części kraju wymaga potwierdzenia.

## Budowa ciała
Osiąga długość 75 cm. Głowa zaokrąglona, szyja wyraźnie zwężona, tułów spłaszczony, ogon gruby, masywny mierzący około ⅓ długości ciała, najeżony długimi, ostrymi rogowymi cierniami ułożonymi w regularne pierścienie. Na reszcie ciała łuski są stosunkowo gładkie. Grzbiet szarooliwkowobrązowy z licznymi małymi, żółtawymi plamkami. Zagrożony unosi w górę ogon i bije nim na boki (stąd nazwa). U młodych osobników przednie zęby w szczęce szybko wypadają, a na ich miejsce pojawia się dłutowaty wyrostek kości międzyszczękowych, na żuchwie zaś przednie zęby ulegają stopniowemu ścieraniu w jedną płytkę. Wpływa to na wąską specjalizację pokarmową dorosłych osobników.

## Biologia i ekologia
Zamieszkuje tereny półpustynne piaszczysto-kamieniste, gdzie przebywa w miejscach ze skąpą roślinnością. Ryje w ziemi długie tunele.
Młode osobniki zjadają głównie owady. Dorosłe żywią się zeschłymi i twardymi częściami roślin (w niewoli chętnie jedzą również części miękkie). Pokarm nie jest rozdrabniany, lecz połykany w całości.